# UN-Ausschuss gegen Folter
Der Ausschuss gegen Folter (englisch Committee Against Torture, CAT) ist ein von der UNO eingesetztes Kontrollorgan, welches die Umsetzung und Einhaltung des Übereinkommens gegen Folter und andere grausame, unmenschliche oder erniedrigende Behandlung oder Strafe (Antifolterkonvention, FoK) durch die Vertragsstaaten überwacht. Stellt er bei der Kontrolle Mängel fest, kann er den Staaten Vorschläge und Empfehlungen unterbreiten, wie sie die Umsetzung des Vertrags verbessern können (Art. 62 Abs. 3 UN-Charta).
Der CAT setzt sich aus 10 Sachverständigen zusammen und tagt viermal jährlich in Genf.
Neben dem Ausschuss gegen Folter gibt es auch den Unterausschuss zur Verhütung von Folter (SPT), welcher die Einhaltung des Fakultativprotokolls (OPCAT) zur Antifolterkonvention überwacht.

## Aufgaben und Tätigkeiten
Die Schaffung des Ausschusses und dessen Aufgaben sind im Teil II FoK enthalten. Seine Zuständigkeit bezieht sich ausschließlich auf Staaten, welche die entsprechenden Abkommen ratifizierten (Art. 25 FoK), dazu ist es auch abhängig davon, welche Erklärungen und Vorbehalte die Staaten bei Vertragsabschluss machten. So machte u. a. Pakistan wegen der Sharia Vorbehalte zu den Artikeln 3, 4, 6, 8, 12, 13, 16, 28 und 30 FoK. Nach heftigem Protest durch die westlichen Staaten zogen Pakistan die Vorbehalte zu Art. 3, 4, 6, 12, 13, 16 FoK zurück. Auch die USA machte unzählige Vorbehalte und Uminterpretationen.
Seine diesbezügliche Aufgaben beziehen sich auf:
- Staatenberichte, gem. Art. 19 FoK
- Untersuchungsverfahren[16][17][18] gem. Art. 20 FoK
- Staatenbeschwerden[19] gem. Art. 21 FoK
- Individualbeschwerden[20][21][22] gem. Art. 22 FoK

### Vertragsgrundlage
Die Antifolterkonvention (FoK) ist ein von der UNO geschaffenes Menschenrechtsabkommen. Der Vertragsentwurf wurde am 9. Dezember 1975 bei der UNO eingereicht und nach Abänderungen am 10. Dezember 1984 wurde sie von der UN-Generalversammlung verabschiedet wurde (Resolution 39/46) und trat am 26. Juni 1987 völkerrechtlich in Kraft.
Laut Präambel der FoK ist die Grundlage dieses Abkommens das in Art. 7 i. V. m. Art. 4 Abs. 2 IPbpR als zwingendes Völkerrecht definiert Folterverbot. Durch die FoK wurde das absolute Folterverbot konkretisiert.
- Art. 1 FoK Die Definition von Folter, enthält auch Weisse Folter
- Art. 3 FoK Ausweisungsverbot bei drohender Folter (non-refoulement)
- Art. 4 FoK Folter ist eine Straftat
- Art. 12 FoK Untersuchungspflicht
- Art. 13 FoK Schaffung einer unabhängigen Untersuchungs- und Beschwerdestelle[29][30]
- Art. 14 FoK Entschädigung, Schadenersatz
- Art. 16 FoK Unmenschliche, erniedrigende Behandlung

Laut Definition ist Folter eine Tat, welche von Staatsorganen begangen wird - wenn diese Tat durch Dritte begangen wird, handelt es sich um Körperverletzung, auch wenn das Tatmotiv dasselbe ist.
Die FoK legt fest, dass jeder, der der Ansicht ist, es liege ein Verstoß gegen das Folterverbot durch Beamte vor, sich an die dafür zuständige Untersuchungsstelle wenden kann (Art. 13 & 16 FoK), bei Körperverletzung durch Dritte, wäre die Polizei dafür zuständig. Zu diesem Zweck wurde von der UNO das Istanbul-Protokoll zur Untersuchung und Dokumentation von Folter geschaffen. Die wenigsten Staaten haben diese Stelle geschaffen, da sie nicht gegen sich selbst ermitteln wollen.
Das absolute Folterverbot führte dazu, dass die Staaten hauptsächlich Weiße Folter anwenden, damit ihnen nichts nachgewiesen werden kann, so wie bspw. die USA in Abu Graib. Wenn es diese Untersuchungsstelle nicht gibt, muss der Betroffene gegen den Staat ermitteln und Beweise erheben. Wenn alle innerstaatlichen Rechtsbehelfe erschöpft sind, kann er sich mit einer Beschwerde an den Ausschuss wenden, welcher die Beschwerde wegen fehlender Beweise nicht entgegennimmt.
Im Entwurf war das non-refoulement – Prinzip (Art. 3 FoK) noch nicht enthalten und wurde von der GA hinzugefügt. Der Ausschuss prüft zum größten Teil Beschwerden wegen Verstoßes gegen diese Bestimmung.

### Ratifikationen
Bei deren Ratifikation des Abkommens mussten die Staaten dem Staaten- und Individualbeschwerdeverfahren ausdrücklich zustimmen, das Untersuchungsverfahren und den Intern. Gerichtshof mussten sie ausdrücklich ablehnen, wenn sie damit nicht einverstanden waren, so wie bspw. Polen.
| deutschsprachige Länder              | Deutschland    | Liechtenstein  | Österreich     | Schweiz        |
| ------------------------------------ | -------------- | -------------- | -------------- | -------------- |
| Antifolterkonvention                 | 01.10.1990     | 02.11.1990     | 29.07.1987     | 02.12.1986     |
| Untersuchungsverfahren (Art. 20 FoK) | kein Vorbehalt | kein Vorbehalt | kein Vorbehalt | kein Vorbehalt |
| Staatenbeschwerden (21 FoK)          | ja             | ja             | ja             | ja             |
| Individualbeschwerden (Art. 22 FoK)  | ja             | ja             | ja             | ja             |
| Intern. Gerichtshof (Art. 30 FoK)    | kein Vorbehalt | kein Vorbehalt | kein Vorbehalt | kein Vorbehalt |

Keiner dieser Staaten hat die unabhängige Untersuchungs- und Beschwerdestelle geschaffen, womit es bei Folter keinen wirksamen Rechtsbehelf gibt.

## Verfahrensordnung des CAT
Zur Ausführung seiner in Teil II FoK definierten Aufgaben, erstellte der Ausschuss eine Verfahrensordnung – VerfO (engl. Rules of procedure) in welcher die Organisation, Verfahrensabläufe und Zuständigkeiten beim Ausschuss geregelt wurden (Art. 18 Abs. 2 FoK). Sie beruht auch auf der Addis Ababa Richtlinie über die Unabhängigkeit und Unparteilichkeit der UN-Vertragsorgane.
Sie besteht aus 2 Teilen, dem Teil I. Allgemeine Bestimmungen und Teil II. Bestimmungen im Zusammenhang mit den Aufgaben des Ausschusses. Dazu ist es weiter unterteilt in 19 Kapitel und enthält 121 Regeln (Version /C/3/Rev.6). Diese sind durchnummeriert und bei einer Revision der VerfO erhalten die Regeln neue Nummern.
In der Revision am 21. Februar 2011 wurde im Kap. 17 und 21 ein Anschlussverfahren (Follow-up) zur Überprüfung der Umsetzung der Empfehlungen des Ausschusses eingeführt, da er feststellte, dass die Staaten seine Empfehlungen ignorierten.
Die maßgeblichen Kapitel der VerfO sind:
- Kap. 17. Berichte der Vertragsstaaten nach Art. 19 FoK
- Kap. 19. Untersuchungsverfahren nach Art. 20 FoK
- Kap. 20. Behandlung von Staatenbeschwerden nach Art. 21 FoK
- Kap. 21. Prüfung von Individualbeschwerden nach Art. 22 FoK

## Prüfung der Staatenberichte
Die überwiegende Tätigkeit besteht in der Prüfung der Rechenschaftsberichte der Vertragsstaaten, in welchen diese darlegen müssen, wie sie den Vertrag umsetzten (Art. 19 FoK). Der Ablauf der Prüfung ist im Kap. 17 der VerfO geregelt. Die Staaten müssen innerhalb eines Jahres nach Vertragsabschluss beim Ausschuss einen Erstbericht (engl. Initial report) einreichen, danach etwa alle vier Jahre einen periodischen Staatenbericht (engl. Periodical reports). Wenn ein Staat keinen Bericht einreicht, so vermerkt der Ausschuss dies in seinem Jahresbericht an die UN-Generalversammlung (Regel 67 VerfO).
Wegen Überlastung der Ausschüsse wurde von der UN-Generalversammlung das vereinfachte Staatenberichtsverfahren (engl. Simplified Reporting procedure) eingeführt. Wenn bei der letzten Prüfung eines Staatenberichts keine erheblichen Mängel festgestellt wurden, kann der Ausschuss nun das vereinfachte Verfahren durchführen, in welchem er den Vertragsstaaten eine Liste mit Fragen zustellt (englisch list of issues prior to reporting, LOIPR), dessen Antworten (engl. Replies to LOIs) gelten dann als periodische Staatenberichte (Regel 66 VerfO).
Am Staatenberichtsverfahren können sich auch  Nichtregierungsorganisationen  (NGOs) und nationalen Menschenrechtsorganisationen (NHRIs) aktiv beteiligen und Parallelberichte zu den Staatenberichten einreichen, um eine unzureichende Umsetzung des Zivilpaktes durch die Vertragsstaaten aufzuzeigen. Dabei können Lücken oder Fehler des Staatenberichts verdeutlicht und auf Defizite hingewiesen werden.
Die Berichtsprüfung findet in öffentlichen Sitzungen statt, in welcher der Ausschuss prüft, ob der Vertragsstaat die Antifolterkonvention korrekt umsetzte und wie er bestehende Mängel beheben könnte (Regel 70 VerfO). Für die Teilnahme Dritter an der öffentlichen Verhandlung ist eine Zulassung erforderlich (engl. Accreditation).
Wenn ein Staat trotz Mahnung keinen Bericht einreicht, so prüft der Ausschuss die Umsetzung der FoK aufgrund der von den NGOs und NHRIs eingereichten Parallelberichte und vermerkt dies in seinem Jahresbericht an die UN-Generalversammlung (Regel 67 VerfO).
Stellt der Ausschuss bei der Berichtsprüfung fest, dass der Staat das Abkommen ungenügend umsetzte, so kann er ihm Vorschläge zur Behebung der Mängel unterbreiten (Art. 19 Abs. 3 FoK, Regel 71 VerfO). Diese Vorschläge werden als Abschließenden Beobachtungen (engl. Concluding Observations) bezeichnet.
Diese Vorschläge des CCPR sind rechtlich nicht bindend, die Umsetzung kann nicht erzwungen werden und es ist nur ein Anschlussverfahren (engl. Follow-up) vorgesehen, in welchem ein Berichterstatter die Umsetzung durch den Staat prüft (Regel 72 VerfO). Gegebenenfalls werden beim nächsten Staatenbericht wieder dieselben Vorschläge gemacht.
Da einige Staaten keine oder verspätet ihre Berichte einreichen, erstellte das UN-Hochkommissariat für Menschenrechte (UNHCHR), eine Liste mit den Staaten die ihre Berichte pünktlich einreichen (z. B. Italien, die Schweiz usw.) und eine Liste mit denjenigen die in Verzug sind (z. B. Deutschland, Lichtenstein, Österreich, der Vatikan etc.).

## Untersuchungsverfahren
Die Antifolterkonvention beinhaltet ebenfalls ein Untersuchungsverfahren (engl. Inquiry procedure) welches dem Ausschuss die Befugnis gibt, Untersuchungen durchzuführen, wenn zuverlässige Informationen über schwerwiegende oder systematische Verstöße gegen die Antifolterkonvention durch einen Vertragsstaat vorliegen, die Mitwirkung des betreffenden Vertragsstaats wird dabei angestrebt (Art. 20 FoK). Dieses Untersuchungsverfahren ist im Kapitel 19 der VerfO geregelt. Die Voraussetzung dazu ist, dass der Staat bei der Ratifikation des Vertrags dies ausdrücklich ablehnte (Art. 28 Abs. 1 FoK).
Der Staat wird vom Ausschuss gebeten beim Untersuchungsverfahren mitzuwirken und Angaben zu diesen Verdächtigungen zu machen (Art. 20 Abs. 1 FoK, Regel 82 ff VerfO). Zuerst werden die erhaltenen Informationen geprüft (Regel 81 ff. VerfO) und falls sich der Verdacht erhärtete, wird eine Untersuchung durchgeführt, dabei kann der Ausschuss auch vor Ort im betroffenen Staat Abklärungen vornehmen, sofern der Staat dem zustimmt. Nach Abschluss der Untersuchung übermittelt der Ausschuss dem betroffenen Staat den Untersuchungsbericht und falls er Missstände feststellte, entsprechende Empfehlungen, wie diese zu beheben seien (Regel 89 VerfO).
Bisher wurden 10 solcher Untersuchungen durchgeführt. Dies waren: Ägypten (2017), Libanon (2014), Nepal (2012), Brasilien (2008), Serbien und Montenegro (2004), Mexico (2003), Sri Lanka (2002), Peru (2001), Ägypten (1996), Türkei (1994).
Die Empfehlungen des Ausschusses sind rechtlich nicht bindend, ihre Umsetzung kann nicht erzwungen werden. Abgesehen davon, dass er ein Anschlussverfahren (Follow-up) zur Überprüfung der Umsetzung der Empfehlungen durchführen kann oder beim nächsten Staatenbericht deren Umsetzung thematisiert wird, sind keine weiteren Maßnahmen vorgesehen (Art. 20 Abs. 5 FoK, Regel 90 VerfO).
Wenn der Ausschuss mit solchen schwerwiegenden oder systematischen Folterungen durch einen Staat konfrontiert wird, kann er die Angelegenheit auch der UN-Generalversammlung zur Kenntnis bringen. Diese entscheidet dann über das weitere Vorgehen, denn ausgedehnte oder systematische Verstöße gegen das Folterverbot gelten laut Art. 7 Abs. 1 Römer Statut als Verbrechen gegen die Menschlichkeit und dafür ist der Internationale Strafgerichtshof in Den Haag zuständig, sofern der fehlbare Staat den Internationalen Strafgerichtshof anerkannte.

## Staatenbeschwerden
Dieses Verfahren ist im Kapitel 20 der VerfO geregelt. Der Ausschuss ist befugt, Staatenbeschwerden zu prüfen, wenn ein Vertragsstaat geltend macht, ein anderer Vertragsstaat komme seinen Verpflichtungen aus der Antifolterkonvention nicht nach (Art. 21 FoK). Die Voraussetzung dazu ist, dass beide Staaten bei der Ratifikation des Vertrags in einer Erklärung die Zuständigkeit des Ausschusses explizit anerkannten (Art. 21 Abs. 1 FoK, Regel 91, 97 VerO).
Im Gegensatz zu den Individualbeschwerden gibt es bei Staatenbeschwerden keine hohen formellen Anforderungen, und das Sekretariat des UNHCHR ist nicht befugt, Staatenbeschwerden für unzulässig zu erklären, so wie bei den Individualbeschwerden (Art. 22 Abs. 5 FoK Individualbeschwerden, Regel 111 ff. VerfO).
Die Aufgabe des Ausschusses besteht darin, den Streit zu schlichten (Art. 21 Abs. 1 lit e FoK, Regel 98 VerfO). Kommt keine gütliche Einigung zustande, wird ein Abschlussbericht erstellt, womit das Verfahren für den Ausschuss abgeschlossen ist (Art. 21 Abs. 1 lit h, ii FoK, Regel 101 VerfO). Für internationale Streitigkeiten gibt es Regelungen, u. a. das Abkommen zur friedlichen Erledigung internationaler Streitfälle. Die Staaten können sich dann binnen sechs Monaten an den Internationalen Gerichtshofs wenden, sofern keiner der beiden Staaten bei der Ratifikation des Vertrags einen diesbezüglichen Vorbehalt machte (Art. 30 FoK).
Bei Vertragsabschluss lehnten vorsorglich 12 Staaten die Zuständigkeit des Internationalen Gerichtshofs ab (Art. 30 Abs. 1 FoK).
Die Staaten müssen sich nicht zwingend an den Internationalen Gerichtshof wenden, es gibt auch ein Europäisches Übereinkommen zur friedlichen Beilegung von Streitigkeiten.
So reichte Irland am 16. Dezember 1971 bei der EKMR eine Staatenbeschwerde gegen England ein wegen Verstoßes gegen das Folterverbot gemäß Art. 3 EMRK. Irland konnte die Beschwerde weder beim CAT noch beim CCPR (Art. 7 IpbpR) einreichen, da diese erst rund 10 Jahre später in Kraft traten.
Hinweis zu diesem Urteil des EGMR und die Folgen (Guantanamo, Abu Graib)

Die USA stützte sich in ihren Tortur Memos zu den Foltermethoden in Guantanamo usw. auch auf dieses Urteil des EGMR ab, da die USA einen Vorbehalt zu unmenschlicher und erniedrigender Behandlung gem. Art. 7 IPbpR und Art. 16 FoK machten. Aus dem Urteil des EGMR folgerte die USA, diese von England angewandten Foltermethoden (five techniques of interrogation) seien nach amerikanischem Recht zulässig, da es nicht Folter, sondern laut EGMR nur unmenschliche und erniedrigende Behandlung, somit nach amerikanischem Recht erlaubt sei. Irland verlangte am 4. Dezember 2014 beim EGMR die Revision jenes Urteils, wonach es sich um Folter und nicht nur um unmenschliche und erniedrigende Behandlung gehandelt habe, die Revision wurde vom EGMR abgelehnt.
Offensichtliches Versehen der UNO
Bei der Voraussetzung für eine Staatenbeschwerde, wonach alle in der Sache zur Verfügung stehenden innerstaatlichen Rechtsbehelfe eingelegt und erschöpft sein müssen, außer wenn das Verfahren bei der Anwendung der Rechtsbehelfe unangemessen lange dauert (Art. 21 Abs. 1 lit c FoK), handelt es sich um ein offensichtliches Versehen der UNO, da der beschwerdeführende Staat den anderen Staat nur durch eine schriftliche Mitteilung auf die Missstände hinweisen muss und wenn die Sache nicht innerhalb von sechs Monaten geregelt wurde, kann er sich direkt an den Ausschuss wenden (Art. 21 Abs. 1 lit a, b IPbpR).

## Individualbeschwerden
Die Individualbeschwerden gem. Art. 22 FoK werden euphemistisch als Mitteilungen bezeichnet, (individual communications versus state-to-state complaints). Sofern ein Staat bei Vertragsabschluss dem Individualbeschwerdeverfahren ausdrücklich zustimmte, kann der Ausschuss auch Individualbeschwerden gegen diesen Vertragsstaat prüfen (Art. 22 Abs. 1 FoK, Regel 102 VerfO).
Die Abläufe des Beschwerdeverfahrens sind im Kapitel 21 der VerfO aufgeführt, wie auch die formellen Anforderungen an die Individualbeschwerden (Regel 104 VerfO) und die Voraussetzung an deren Zulässigkeit (Regel 113 VerfO). Das UNHCHR schuf dazu ein Beschwerdeformular (engl. Model complaint form) und ein dazugehörendes Informationsblatt.
Die Beschwerde muss schriftlich eingereicht werden, sie darf nicht anonym sein und muss in einer der Arbeitssprachen des Ausschusses verfasst sein, dazu muss der nationale Rechtsweg erfolglos durchlaufen sein. Erst dann kann beim Ausschuss eine Beschwerde eingereicht werden, eine Beschwerdefrist ist nicht vorgesehen, dennoch wird üblicherweise eine Beschwerde nach fünf Jahren nicht mehr entgegengenommen (ratione temporis). Die Beschwerde kann mit der Begründung abgelehnt werden, der Ausschuss sei nicht zuständig, da die geltend gemachte Verletzung nicht in der FoK enthalten sei (ratione materiae) oder sie würde ein Missbrauch des Beschwerderechts darstellen. Die gleiche Beschwerde darf auch nicht auch bei einem anderen internationalen Organ (z. B. beim EGMR, einem anderen UN-Vertragsorgan o. ä.) eingereicht werden (Art. 22 Abs. 5 FoK, Regel 104, 113 VerfO).
Die bei der UNO eingereichten Beschwerden werden zuerst vom Sekretariat des UNHCHR formell geprüft. Dann wird die Beschwerde entweder abgelehnt oder registriert und an den Ausschuss weitergeleitet (Regel 104. VerfO). Über die Anzahl der bereits vom Sekretariat abgelehnten Beschwerden wird keine Statistik geführt.
Wurde die Beschwerde vom Sekretariat abgelehnt, wird dies dem Beschwerdeführer in einem Standardschreiben mitgeteilt. Es benutzt für die Ablehnung der beim CERD, CAT und dem CCPR eingereichte Beschwerde dasselbe Formular, in welchem meistens ungenügende Begründung angekreuzt wird, obwohl dies gar nicht vorgesehen ist und stattdessen Informationen eingeholt werden müssten (Regel 105 VerfO). Falls die Beschwerde entgegengenommen wurde, erstellt das Sekretariat eine Zusammenfassung – welche die Beschwerde verfremden kann – und leitet sie an den Ausschuss weiter (Regel 106 VerfO).
Daraufhin prüft der Ausschuss die materielle Zulässigkeit der Beschwerde / Zusammenfassung (Art. 22 Abs. 5 FoK, Regel 113, 116 VerfO). Wenn er die Beschwerde für unzulässig erklärte, dann begründet er – im Gegensatz zum Sekretariat – seinen Entscheid der Unzulässigkeit der Beschwerde. Wenn sie zugelassen wurde, wird die Zusammenfassung an den betreffenden Staat zur Stellungnahme weitergeleitet, woraufhin dieser die Einrede der Unzulässigkeit einbringen kann (Regel 115 VerfO). Der Ausschuss versucht auch eine gütliche Einigung zu erreichen. Wenn der Vertragsstaat dem zustimmt, wird dies in einem Entscheid festgehalten (engl. Discontinuance decision) und der Fall ist erledigt.
Erst nachher setzt er sich mit der Beschwerde inhaltlich auseinander (Regel 118 VerfO). Hatte der Ausschuss eine Vertragsverletzung festgestellt, erteilt er dem Staat Vorschlägen und Empfehlungen, wie er diese beheben könne (Art. 22 Abs. 7 FoK).
Die Empfehlungen sind rechtlich nicht bindend, ihre Umsetzung kann nicht erzwungen werden, es ist nur ein Anschlussverfahren (engl. Follow-up) vorgesehen, in welchem die Umsetzung der Empfehlungen durch den Staat geprüft wird und es gegebenenfalls im nächsten Staatenberichtsverfahren thematisiert wird. Sanktionen sind gegen fehlbare Staaten nicht vorgesehen. Obwohl in der Präambel vom FoK das Folterverbot gem. Art. 7 IPbpR als Grundlage angegeben wurde und laut Art. 4 Abs. 2 IpBPR gehört das Folterverbot zum zwingenden Völkerrecht – hat es für den fehlbaren Staat keine Folgen, vom CAT wird ihm nur empfohlen, damit aufzuhören.

### Vorsorgliche Maßnahmen
Bei der Einreichung der Beschwerde können auch gleichzeitig Vorsorgliche Maßnahmen (Interim measures) verlangt werden, falls ein nichtwiedergutzumachender Schaden entstehen kann. Solche Anträge müssen so schnell wie möglich – mit dem Vermerk Urgent Interim measures – eingereicht werden, damit der Ausschuss genügend Zeit hat, das Begehren zu prüfen und solche Maßnahmen anzuordnen. Der Ausschuss kann auch von sich aus vorsorgliche Maßnahmen anordnen, sie stellen jedoch keinen Entscheid über die Zulässigkeit der Beschwerde oder der Feststellung einer Vertragsverletzung durch den Staat dar (Regel 114 VerfO).

### Beschwerden beim CAT und EGMR
Eine Beschwerde bspw. wegen Verstoßes gegen das Folterverbot gemäß Art. 7 IPbpR, Art. 1 FoK und Art. 3 EMRK darf nicht gleichzeitig beim Ausschuss, dem EGMR oder einem anderen UN-Vertragsorgan eingereicht werden, sogenannter same-matter-Vorbehalt (Art. 22 Abs. 5 lit a FoK). Es ist jedoch zulässig, beim Ausschuss eine Beschwerde wegen Verstoßes gegen Art. 1 FoK Verstoß gegen das Folterverbot und beim EGMR eine Beschwerde wegen Verstoßes gegen Art. 11 EMRK Versammlungs- und Vereinigungsfreiheit einzureichen, da es keine Überschneidung gibt, sondern verschiedene Vertragsverletzungen durch denselben Staat betrifft.
Es gibt Beschwerden, welche zuerst beim EGMR eingereicht, von diesem jedoch nicht entgegengenommen wurden, mit der Standardbegründung: die Beschwerde hat keinen Anschein einer Verletzung der in der Konvention (EMRK) oder ihren Zusatzprotokollen garantierten Rechte und Freiheiten. Die daraufhin beim UN-Ausschuss eingereichte Beschwerde wurden dann mit der Begründung abgelehnt, sie sei angeblich vom EGMR geprüft worden, obwohl der EGMR die Beschwerde gar nicht materiell prüfte, sondern nicht entgegennahm.
Sinngemäß der Entscheid No. 577/2013 des CAT-Ausschusses vom 9. Februar 2016, i.S. N.B. c. Russland wegen Folter. Der Beschwerdeführer hatte gleichzeitig beim EGMR eine identische Beschwerde eingereicht (No. 33772/13), weswegen der CAT-Ausschuss die Beschwerde ablehnte (siehe Entscheid RZ 8.2). In der Urteilsdatenbank HUDOC des EGMR gibt es jedoch kein Urteil mit der No. 33772/13, da die Beschwerde von der Kanzlei verweigert und aus dem Register gestrichen wurde – somit vom EGMR nicht geprüft wurde.
Zwischenzeitlich gibt es Entscheide vom Ausschuss, in welchen er solche Beschwerden dennoch prüfte.

## Allgemeine Bemerkungen
Zur Auslegung und Präzisierung der einzelnen Bestimmungen in der Antifolterkonvention veröffentlicht der Ausschuss Allgemeine Bemerkungen (engl. General comments). Sie sollen Missverständnisse ausräumen und die Vertragsstaaten bei der Erfüllung ihrer vertraglichen Verpflichtungen behilflich sein.
Bis heute hat der Ausschuss vier General Comments (GC) verfasst.
- GC Nr. 1 (1997): Umsetzung von Art. 3 FoK (Refoulement-Verbot) im Zusammenhang mit Art. 22 FoK Individualbeschwerderecht[88]
- GC Nr. 2 Umsetzung von Art. 2 FoK Verhinderung von Folter[89]
- GC Nr. 3 (2012) Umsetzung von Art. 14 FoK Wiedergutmachung[90]
- GC Nr. 4 (2017) Umsetzung von Art. 3 FoK (Refoulement-Verbot) im Zusammenhang mit Art. 22 FoK Individualbeschwerderecht[91]

## Mitglieder des CAT
Die nach Art. 17 FoK für jeweils 4 Jahre eingesetzten Mitglieder
| Name                    | Land                | bis  |
| ----------------------- | ------------------- | ---- |
| Todd Buchwald           | Vereinigte Staaten  | 2025 |
| Claude Heller           | Mexiko              | 2023 |
| Erdogan Iscan           | Türkei              | 2023 |
| Liu Huawen              | Volksrepublik China | 2025 |
| Maeda Naoko             | Japan               | 2025 |
| Ilvija Puce             | Lettland            | 2023 |
| Ana Racu                | Moldau              | 2023 |
| Abderrazak Rouwane      | Marokko             | 2025 |
| Sébastien Touze         | Frankreich          | 2023 |
| Bakhtiyar Tuzmukhamedov | Russland            | 2025 |

## Entscheide des CAT

### Statistik der Beschwerden
| Staaten          | Hängige | unzulässige | eingestellte | Verstoß | Kein Verstoß | Registriert |
| ---------------- | ------- | ----------- | ------------ | ------- | ------------ | ----------- |
| Deutschland      | 1       | 0           | 0            | 1       | 1            | 3           |
| Liechtenstein    | 0       | 0           | 0            | 0       | 0            | 0           |
| Österreich       | 0       | 1           | 1            | 1       | 1            | 4           |
| Schweiz          | 22      | 8           | 65           | 16      | 57           | 168         |
| Total 66 Staaten | 158     | 70          | 197          | 107     | 165          | 697         |

Die Zahlen sind ohne die bereits vom Sekretariat des UN-Hochkommissars für Menschenrechte (OHCHR) abgelehnten Beschwerden.
Die einzelnen Entscheide können auch in der Datenbank der UNO abgerufen werden.

### Deutschland
In einer am 27. Juni 2013 veröffentlichten Entscheidung stellte der Ausschuss fest, dass Deutschland durch die Auslieferung des französisch-tunesischen Staatsangehörigen Onsi Abichou an Tunesien gegen Art. 3 FoK verstoßen habe, weil diesem dort Folter drohe (Refoulement-Verbot). Die Beschwerde beim CAT wurde von dessen Ehefrau Inass Abichou am 25. August 2010 erhoben.
Laut CAT-Entscheid, wandte sich Frau Abichou am 20. August 2010 an den EGMR, berief sich auf Art. 3 und 6 EMRK und verlangte vorsorgliche Maßnahmen gem. Art. 39 VerfO - EGMR. Bereits am 23. August 2010 sandte ihr der EGMR den Nichteintretensentscheid (Application No. 33841/10) mit der Standardbegründung: die Beschwerde hat keinen Anschein einer Verletzung der in der Konvention (EMRK) oder ihren Zusatzprotokollen garantierten Rechte und Freiheiten (siehe CAT-Entscheid RZ 2.11 und 4.3).
In der Urteilsdatenbank HUDOC des EGMR gibt es jedoch kein Urteil mit der No. 33772/13, da die Beschwerde von der Kanzlei verweigert und aus dem Register gestrichen wurde – somit vom EGMR nicht geprüft wurde (Art. 22 Abs. 5 lit a FoK same-matter Vorbehalt).
Bereits am 25. August 2010 wandte sich Frau Abichou mit derselben Beschwerde an den CAT und am selben Tag wurde ihr Mann von Deutschland nach Tunesien ausgeliefert. Der CAT prüfte die Beschwerde von Frau Abichou und berief sich auf das Urteil 246/07 des EGMR i.S. Ben Khemais c. Italien vom 24. Februar 2009. (CAT - Entscheid No. 430/2010 S. 5 Fußnote 9: European Court of Human Rights, Ben Khemais v. Italy, Case No. 247/07, 24 February 2009). Weswegen der CAT zum Schluss kam, dass Deutschland Onsi Abichou nicht hätte an Tunesien ausliefern dürfen (CAT - Entscheid No. 430/2010  RZ 11.4).
Tunesien hatte die Antifolterkonvention am 23. September 1988 ratifiziert und sowohl Staatenbeschwerden gem. Art. 21 FoK und Individualbeschwerden gem. Art. 22 FoK zugestimmt. Weder Deutschland noch Italien hatten beim CAT eine Staatenbeschwerde gegen Tunesien eingereicht.

## Rapporte zu den Staatenberichten
- Deutschland – Rapporte und Berichte in der Datenbank des CAT
- Liechtenstein – Rapporte und Berichte in der Datenbank des CAT
- Österreich – Rapporte und Berichte in der Datenbank des CAT
- Schweiz – Rapporte und Berichte in der Datenbank des CAT